# Oogmelanoom
Een oogmelanoom of uveamelanoom is een melanoom van het oog ofwel een tumor in het oog.  Deze vorm van kanker kan ontstaan uit de pigmentcellen van de uvea tussen het netvlies en de harde oogrok. De oorzaak is niet bekend, maar ultraviolet licht wordt als risicofactor beschouwd. Deze tumor is bij volwassenen de meest voorkomende primaire kwaadaardige oogaandoening.

## Behandeling
De meest radicale optie is het verwijderen van het aangedane oog (enucleatie). Tegenwoordig is dat echter steeds minder vaak nodig, doordat steeds vaker gekozen wordt voor nieuwe bestralingstechnieken, met name brachytherapie: een klein stukje radioactief materiaal wordt tegen de buitenzijde van het oog geplakt, ter hoogte van de tumor. Het percentage uitzaaiingen is daarbij vergelijkbaar met dat van een enucleatie.
Andere behandelmethoden zijn onder andere thermotherapie (verhitting van de tumor) via de pupil, bestraling met protonen en bestraling met een gamma knife.